# Tegan and Sara
Tegan and Sara (/ˈtiːɡən, ˈsɛərə/) sind eine kanadische Indieband, die 1998 in Calgary, Alberta, gegründet wurde. Die Band wird von den eineiigen Zwillingsschwestern Tegan Rain Quin und Sara Keirsten Quin (* 19. September 1980 in Calgary, Alberta) geleitet. Beide Musikerinnen sind Songwriter und Multiinstrumentalisten. Das Duo hat zehn Studioalben veröffentlicht. Sie erhielten 2012 eine Grammy-Nominierung für ihr Videoalbum Get Along. Ihr jüngstes Album, Crybaby, wurde am 21. Oktober 2022 veröffentlicht. Die Memoiren von Tegan und Sara, High School, wurden am 24. September 2019 veröffentlicht. Die gleichnamige TV-Serie, die auf den Memoiren basiert, wurde im Herbst 2022 auf Amazon Freevee veröffentlicht.

## Bandgeschichte
Tegan und Sara Quin wurden am 19. September 1980 als eineiige Zwillinge in Calgary geboren. Als sie 15 Jahre alt waren, begannen sie Gitarre und Keyboard zu spielen und Songs zu schreiben.
Während ihrer Highschool-Zeit gründeten sie die Punkband Plunk, mit der sie auch ihre ersten Demotapes, u. a. Red Tape, aufnahmen und an ihrer Highschool verkauften. Zwei Songs der Demo Red Tape wurden später auf ihrem ersten Album Under Feet Like Ours veröffentlicht. Das Album wurde zunächst unter dem Bandnamen „Sara and Tegan“ veröffentlicht, später änderten sie den Namen in „Tegan and Sara“, da dieser Name einfacher zu sprechen ist und sich klar von damals erfolgreichen Künstlerinnen, wie Sarah McLachlan und Sarah Slean unterscheidet.
Einen Durchbruch erzielten sie, als im Jahr 2000 Neil Young auf sie aufmerksam wurde und sie unter Vertrag nahm. Zur gleichen Zeit wurden verschiedene ihrer Lieder in US-amerikanischen Serien wie Grey’s Anatomy und The L Word verwendet.
2002 veröffentlichten sie ihr drittes Album If It Was You. Ihr viertes Album So Jealous wurde 2004 veröffentlicht. Beide Alben wurden bei den Plattenfirmen Vapor und Sanctuary veröffentlicht. Der Titel Walking with a Ghost wurde von The White Stripes gecovert.
2007 wurde das Album The Con bei den Plattenfirmen Vapor und Sire veröffentlicht, da Sanctuary von weiteren Veröffentlichungen in den USA absah. The Con und So Jealous wurden im Februar 2009 von der CRIA, der kanadischen Interessensgemeinschaft der Musikindustrie, mit einer Goldenen Schallplatte für jeweils 50.000 in Kanada verkaufte Exemplare ausgezeichnet.
Das sechste Studioalbum Sainthood wurde 2009 veröffentlicht. Das Album spiegelt Geschichten, Erlebnisse und Essays, die die Band während ihrer Tour im Herbst 2008 durch die USA und Australien erlebte, wider. Sainthood wurde in Kanada über 40.000 Mal verkauft und mit einer Goldenen Schallplatte prämiert.
NOFX widmete den Schwestern das Lied Creeping Out Sara.
Im November 2011 wurde die Live-CD/DVD Get Along veröffentlicht. Get Along wurde in der Kategorie „Bestes Musik-Langvideo“ für den Grammy nominiert.
Am 29. Januar 2013 wurde das Album Heartthrob in den USA und Kanada veröffentlicht. Das Album war seit dem 8. Februar auch in Deutschland erhältlich. Im Frühherbst 2013 hatte die Gruppe gemeinsam mit Waxahatchee eine ausgedehnte England-Tournee. In Kanada wurde Heartthrob für über 40.000 abgesetzte Exemplare mit einer Goldenen Schallplatte ausgezeichnet.
Im Oktober 2017 feierten Tegan and Sara das Zehnjährige ihres Albums The Con mit einem ungewöhnlichen Projekt: Vierzehn höchst unterschiedliche Musiker coverten jeweils einen Song des Albums. Alle Einnahmen aus The Con X: Covers gingen komplett an die Tegan and Sara Foundation, die sich für „wirtschaftliche Gerechtigkeit, Gesundheit und die Vertretung von LGBTQ-Mädchen und -Frauen“ einsetzt.

## Einflüsse
Tegan und Sara haben Green Day, Nirvana und Hole zugeschrieben, dass sie „wirklich anfangen, unseren Wunsch zu zementieren, unsere eigene Musik zu schreiben und zu machen“. Während ihrer Teenagerjahre wurde das Duo von Hayden, the Smashing Pumpkins, Violent Femmes, Dinosaur Jr. und Teenage Fanclub beeinflusst. Andere Künstler, die Tegan und Sara beeinflusst haben, sind Depeche Mode, Rihanna, Taylor Swift, Madonna, Kate Bush, David Bowie, Mike Elizondo, Pink, Lily Allen, Erasure, Ace of Base, Tom Petty, Britney Spears, Katy Perry, Ani DiFranco, die The New Pornographers, Cyndi Lauper, Sinéad O’Connor, Against Me! und Bruce Springsteen.

## Privatleben
Beide leben offen homosexuell. Tegan lebt in Vancouver und Los Angeles und Sara lebt zusammen mit ihrer Freundin Stacy Reader in Los Angeles.

## Kollaborationen und Coverversionen

### Coverversionen
The Rentals nahmen Anfang 2004 eine Coverversion des Songs Not Tonight auf und stellten es im Internet zur freien Verfügung. Die Band The White Stripes nahm eine Coverversion des Stücks Walking with a Ghost auf. Auf dem Album This Addiction von Alkaline Trio findet sich eine Coverversion des Liedes Wake Up Exhausted. Auch eine Mashup-Version von Walking with a Ghost ist im Umlauf, diese Fassung ist unter Walking with a Ghost in Paris bekannt.
Tegan and Sara hingegen nahmen Coverversionen von Prince’ When You Were Mine (2005), Bruce Springsteens Dancing in the Dark (2006), Rihannas Umbrella (2007) und Weezers Tired of Sex (2008) auf.
2007 remixte der niederländische DJ Tiësto das Stück Feel It in My Bones. 2012 wurde mit dem kanadischen DJ Morgan Page das Stück Body Work veröffentlicht.

### Kollaborationen
Tegan
- The Alphabet – mit Vivek Shraya
- Never Give Up – mit Melissa Ferrick
- La Le La La – mit Kinnie Starr
- Hey Kids – mit David Usher
- Borne on the FM Waves of the Heart – mit Against Me!
- Saturday – mit Rachael Cantu
- Broken Songs – mit Jim Ward
- Contrails – mit Astronautalis

Sara
- Dream Tonight – mit James Iha
- To Who Knows Where – mit James Iha
- Why Even Try – mit Theophilus London
- We’re So Beyond This – mit The Reason
- Your Name – mit Vivek Shraya
- Sweetness Follows – mit Kaki King
- Okay Dolore – mit Dragonette
- Top Speed – mit Emm Gryner
- My Girl the Horse – mit Fences
- Still Alive – mit Jonathan Coulton

Tegan und Sara
- Every Chance We Get We Run – mit David Guetta
- Feel It in My Bones – mit Tiësto
- Do They Know It's Christmas? – mit Fucked Up
- Intervention – mit Margaret Cho
- Body Work – mit Morgan Page (CA: Gold)
- Video – mit Morgan Page
- Everything Is Awesome – mit The Lonely Island
- Ground Control – mit All Time Low

## Auszeichnungen und Nominierungen
- 2000: Band/Musical Group: YTV Achievement Award
- 2003: Outstanding Pop Recording (If It Was You): Western Canadian Music Awards
- 2006: Alternative Album of the Year (So Jealous): Juno Awards (nominiert)
- 2007: DVD of the Year (It’s Not Fun Don’t Do It): Juno Awards (nominiert)
- 2008: Alternative Album of the Year (The Con): Juno Awards (nominiert)
- 2010: Polaris Music Prize (Sainthood) (nominiert)
- 2014: Group of the Year (Juno Awards)
- 2014: Pop Album of the Year (Heartthrob) (Juno Awards)
- 2014: Single of the Year (Closer) (Juno Awards)

## Diskografie

### Demos
- 1998: Yellow Demo
- 1998: Orange Demo
- 1998: Red Demo

### Alben
- 1999: Under Feet Like Ours
- 2000: This Business of Art
- 2002: If It Was You
- 2004: So Jealous (CA: Gold)
- 2007: The Con
- 2009: Sainthood
- 2010: The Complete Recollection: 1999–2010
- 2011: Get Along (Livealbum)
- 2013: Heartthrob
- 2016: Love You to Death
- 2019: Hey, I’m Just Like You
- 2022: Still Jealous (akustische Version von So Jealous)
- 2022: Crybaby

### Singles und EPs
- 2000: The First
- 2003: Time Running
- 2003: I Hear Noises
- 2003: Monday Monday Monday
- 2004: Walking with a Ghost
- 2004: Speak Slow
- 2007: I’ll Take the Blame
- 2007: Back in Your Head
- 2007: The Con
- 2008: Call It Off
- 2009: Hell
- 2010: Alligator LP
- 2010: On Directing
- 2010: Northshore
- 2012: Closer
- 2013: I Was a Fool
- 2013: Goodbye, Goodbye
- 2014: Everything Is Awesome (feat. The Lonely Island)
- 2016: Boyfriend

### Videoalben
- 2006: It’s Not Fun, Don’t Do It! (CA: Gold)
- 2007: The Con – The Movie
- 2011: Get Along

## Auszeichnungen für Musikverkäufe
Anmerkung: Auszeichnungen in Ländern aus den Charttabellen bzw. Chartboxen sind in ebendiesen zu finden.
| Land/RegionAuszeichnungen für Musikverkäufe (Land/Region, Auszeichnungen, Verkäufe, Quellen) | Silber  | Gold     | Platin     | Verkäufe  | Quellen         |
| -------------------------------------------------------------------------------------------- | ------- | -------- | ---------- | --------- | --------------- |
| Kanada (MC)                                                                                  | —       | 7× Gold7 | Platin1    | 325.000   | musiccanada.com |
| Vereinigte Staaten (RIAA)                                                                    | —       | Gold1    | Platin1    | 1.500.000 | riaa.com        |
| Vereinigtes Königreich (BPI)                                                                 | Silber1 | —        | —          | 200.000   | bpi.co.uk       |
| Insgesamt                                                                                    | Silber1 | 8× Gold8 | 2× Platin2 |           |                 |